# حملة نينوى 2008
كانت حملة نينوى عام 2008 سلسلة من الهجمات والهجمات المضادة بين المتمردين وقوات التحالف للسيطرة على محافظة نينوى في شمال العراق في أوائل إلى منتصف عام 2008. كما وقعت بعض المعارك في محافظة كركوك المجاورة.

## خلفية
في منتصف أكتوبر 2006، أعلن تنظيم القاعدة عن إنشاء دولة العراق الإسلامية (ISI)،  لتحل محل مجلس شورى المجاهدين (MSC) وتنظيم القاعدة في العراق (AQI).
تشكل الموصل، عاصمة محافظة نينوى، الطرف الشمالي لما يُعرف بـ" المثلث السني "، وتقع على خط صدع طائفي بين العرب السنة والأكراد. قبل حرب العراق، كانت معقلًا لحزب البعث ومصدرًا رئيسيًا لضباط الجيش العراقي. كُلِّفت فرقة المشاة الرابعة الأمريكية في الأصل بدخول شمال العراق عبر تركيا، إلا أن الحكومة التركية منعت هذه المحاولة. بدلًا من ذلك، فتح 2000 مظلي من اللواء 173 المحمول جوًا و1000 جندي من القوات الخاصة الأمريكية من المجموعة العاشرة للقوات الخاصة جبهة أصغر من كردستان، وعملوا مع البيشمركة الكردية لتأمين كركوك والموصل. ونتيجةً لذلك، لم يكن للقوات الأمريكية وجود عسكري كبير في نينوى بعد انهيار نظام صدام حسين. في أوائل أبريل 2003، شنت الفرقة 173 المحمولة جوًا عملية "الخيار الشمالي" لتأمين كركوك وحقول النفط القريبة منها. في هذه الأثناء، توجهت القوات الخاصة الأمريكية والبشمركة نحو الموصل، وفرضت سيطرتها على المدينة في 11 أبريل/نيسان بعد استسلام الفيلق الخامس بالجيش العراقي. ورغم جهود قائد القوات الخاصة، المقدم والتماير، لإبعاد القوات الكردية عن المدينة، إلا أن الموصل غرقت في الفوضى، حيث نهب مسلحون أكراد المدينة وأجبروا العرب على مغادرة منازلهم. في الوقت نفسه، فرّ بعثيون سابقون وعسكريون عراقيون جنوبًا إلى تكريت وبدأوا بتشكيل التمرد. وبحلول نهاية الأسبوع الأول من الاحتلال الأمريكي للموصل، قُتل 31 عراقيًا وجُرح 150. 
في يناير 2004، حل 8700 جندي من فرقة المشاة الثانية/فرقة المشاة الثالثة محل فرقة المشاة 101 المحمولة جواً، مما أدى فعليًا إلى تقليص عدد الجنود الأمريكيين إلى النصف. ازدادت التوترات العرقية في الموصل، حيث احتل العرب السنة والمتمردون الجانب الغربي من الموصل واحتل الأكراد الجانب الشرقي. ساء الوضع في أكتوبر 2004 عندما حلت فرقة المشاة الأولى/فرقة المشاة الخامسة والعشرون محل فرقة المشاة الثالثة/الثانية. لم يكن لدى فرقة المشاة الأولى/الخامسة والعشرون سوى 3 كتائب في الموصل منذ إعادة نشر إحدى كتائبها في الفلوجة كجزء من عملية فانتوم فيوري . في الوقت نفسه، انتقل المتمردون من الفلوجة إلى الموصل وبدأوا في شن هجمات. في 11 نوفمبر 2004، نفذ المتمردون عملية واسعة النطاق ضد مراكز الشرطة في الموصل، ولم يواجهوا مقاومة تُذكر من الشرطة العراقية التي رفضت القتال. اضطرت قوات التحالف التي تعاني من نقص العدد إلى الاعتماد على آلاف من مقاتلي البيشمركة الأكراد للمساعدة في استعادة المدينة، والتي تم استعادتها بعد أسبوعين من القتال العنيف. 
وفي نهاية شهر أبريل/نيسان، وصل عشرون ألف جندي من الفرقة 101 المحمولة جواً التابعة للقوات الأميركية، بقيادة اللواء ديفيد بترايوس، إلى الموصل وتولوا المسؤولية عن محافظة نينوى. 
بين عامي 2004 و2006، كان هناك جمود بين القوات الكردية في شرق المدينة (التي تم تغيير اسمها إلى الفرقة الثانية من الجيش العراقي) والمتمردين السنة الذين تمركزوا بقوة في غرب الموصل. 
في أوائل عام 2007، أطلقت قوات التحالف استراتيجية جديدة لمكافحة التمرد في جميع أنحاء العراق، ركزت بشكل أساسي على بغداد والأحزمة المحيطة بها . واضطرت القيادة العسكرية الأمريكية المسؤولة عن محافظة نينوى، الفرقة متعددة الجنسيات الشمالية، مرة أخرى إلى العمل بدون إحدى كتائبها عندما تم نشر الكتيبة الثانية، فوج الفرسان الثاني عشر في منطقة المنصور كجزء من خطة أمن بغداد . وفي هذه المرحلة، كان لدى الفرقة متعددة الجنسيات الشمالية لواء قتالي واحد في محافظة نينوى، وهو فريق القتال باللواء الرابع من فرقة الفرسان الأولى، تحت قيادة العقيد ستيفن تويتي. وتألفت هذه الوحدة من ثلاث كتائب قتالية، بما في ذلك الكتيبة الثانية، فوج الفرسان السابع والكتيبة الأولى، فوج الفرسان التاسع المتمركز في قاعدة ماريز للعمليات المتقدمة في الموصل وكتيبة المشاة 5-82 في قاعدة كيو ويست للعمليات المتقدمة بالقرب من القيارة. وقد تم دعم هذه الوحدات من قبل الكتيبة الرابعة للقوات الخاصة وكتيبة الدعم اللواء 27.
في الوقت نفسه، أعادت الفرقة الثانية من الجيش العراقي نشر كتيبتين من كتائبها إلى بغداد. ورغم تقليص وجود قوات التحالف والقوات العراقية في الموصل، انخفض عدد الهجمات إلى النصف، من ما بين 15 و18 هجومًا يوميًا في ديسمبر/كانون الأول 2006، إلى ما بين 7 و9 هجمات في يوليو/تموز. إلا أن عمليات التحالف في ديالى وبغداد أجبرت المتمردين على الزحف شمالًا على طول وادي نهر دجلة وصولًا إلى الموصل.

## الاستعدادات

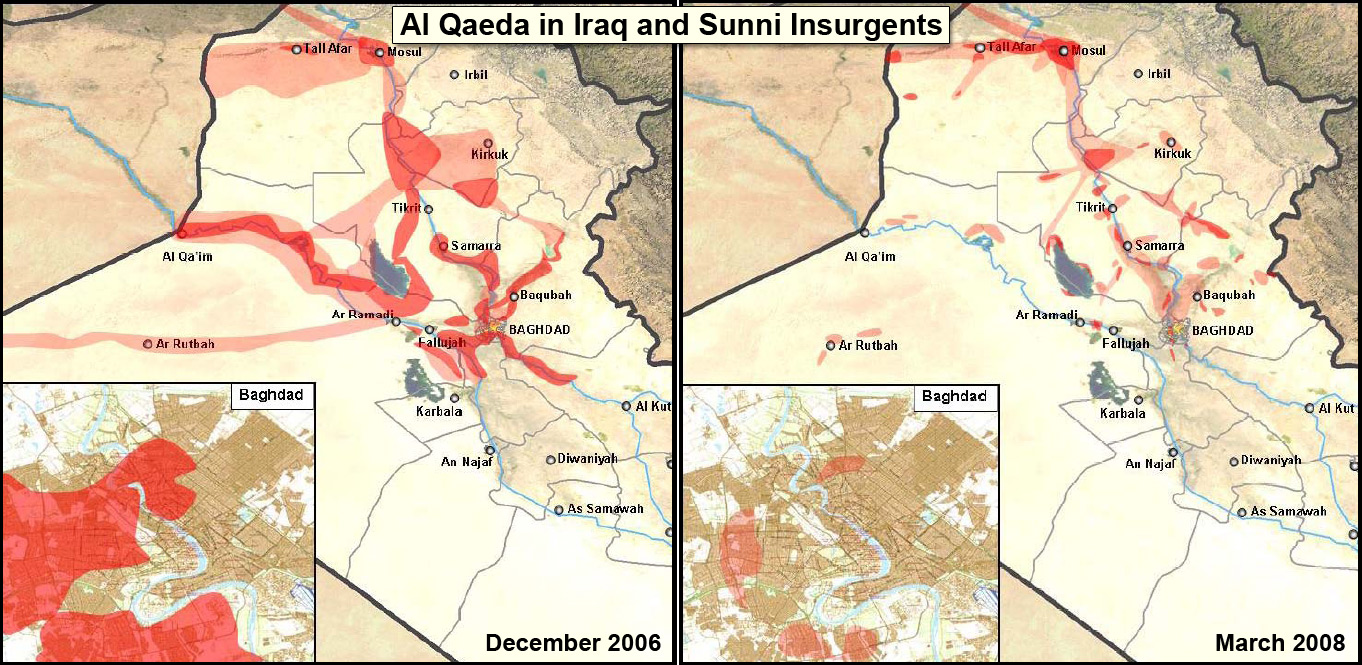
خريطة عسكرية أميركية استخدمها الجنرال بترايوس في شهادته أمام الكونجرس في أبريل/نيسان 2008. تمثل المناطق الحمراء الداكنة المناطق التي يستطيع المتمردون فيها تنفيذ عمليات، في حين تسلط المناطق الحمراء الفاتحة الضوء على طرق عبور المتمردين.

بعد هزائمهم خلال عملية فانتوم رعد وعملية فانتوم سترايك في عام 2007، فقد المتمردون قاعدتهم الرئيسية لعملياتهم في محافظة ديالى وكانوا لا يزالون يتعرضون للهجوم من قبل قوات التحالف كجزء من عملية فانتوم فينيكس. وبعد أن فقدوا قواعدهم أيضًا في الأنبار وبغداد نفسها، اضطرت قوات المتمردين المتبقية إلى التراجع نحو شمال العراق وإنشاء قواعدهم الرئيسية في الموصل، آخر طريق إمداد لهم كانوا ينقلون من خلاله الأسلحة والأفراد والأموال من الخارج إلى البلاد. كما كانت للموصل أهمية استراتيجية قوية كمركز لوجستي رئيسي لتنظيم القاعدة في العراق بسبب حجمها وموقعها - حيث تقع على مفترق طرق بين بغداد وسوريا وتركيا وإيران. أنشأ المتمردون قاعدة جديدة في الموصل واستعدوا لـ "معركة نهائية حاسمة" على حد تعبير رئيس الوزراء العراقي نوري المالكي. إذا فقدوا مركزهم في الموصل، فلن يتمكنوا من القتال بفعالية بعد الآن.
بحلول منتصف يناير 2008، أُعيد نشر الكتيبة الأمريكية الأولى للأسلحة المشتركة، الفوج الثامن، من بغداد إلى الموصل، لينضم إلى السرب الثالث من فوج الفرسان المدرع الثالث (3-3 ACR)، الذي كان موجودًا في المدينة منذ ديسمبر 2007، عندما تولت الكتيبة الثالثة مسؤولية محافظة نينوى من فرقة المشاة القتالية الرابعة HBCT التابعة للفرقة الأولى. قُسِّمت المدينة إلى نصفين، كل وحدة مسؤولة عن الأمن من جانبها. عادت كتيبتان من الجيش العراقي من الفرقة الثانية، اللتان نُشرتا في بغداد كجزء من عملية فرض القانون، إلى الموصل. وفي يناير 2008 أيضًا، أنشأ العراق قيادة عمليات نينوى (NOC)، لتنسيق وحدات قوات الأمن العراقية المختلفة العاملة في المحافظة، بالإضافة إلى التواصل مع قوات التحالف العاملة فيها. تم اختيار اللواء رياض جلال توفيق، وهو عربي سني، وكان قائدًا سابقًا للفرقة التاسعة من الجيش العراقي، لقيادة مركز عمليات بغداد. 

## الحملة
كانت المعارك المتقطعة مستمرة منذ أواخر عام ٢٠٠٧، بعد دحر المتمردين من ديالى. ومع ذلك، في أوائل عام ٢٠٠٨، أراد تنظيم القاعدة أن يؤكد أنه لا يزال قادرًا على القتال بفعالية في العراق. 
في 23 يناير/كانون الثاني، فُجّر مخبأ ضخم للمتفجرات في مبنى مهجور في حي الزنجيلي بالموصل. أُبلغ المسلحون بأن قوات الأمن العراقية تستعد لتفتيش المبنى، وعندما وصلت الشرطة، فجّروا العبوة الناسفة. أسفر الانفجار عن مقتل 60 شخصًا، جميعهم مدنيون، وإصابة 280 آخرين، وتدمير عدة مبانٍ.
في اليوم التالي، وبينما كانت الشرطة تحقق في موقع التفجير الضخم الذي وقع في اليوم السابق، أطلق مسلحون النار عليهم. في تلك الأثناء، استهدف انتحاري سيارة قائد شرطة الموصل، الذي كان متواجدًا في موقع الحادث، مما أسفر عن مقتله وشرطيين آخرين.
وفي 25 يناير/كانون الثاني، أمر رئيس الوزراء العراقي بإرسال تعزيزات عسكرية عراقية إلى الموصل لبدء هجوم لسحق عناصر القاعدة المتبقين الذين ما زالوا صامدين في المنطقة.  بدأت القوات والدبابات والمروحيات بالوصول إلى الموصل في 27 يناير، بما في ذلك عناصر من اللواء 35، الفرقة التاسعة (المدرعة). 

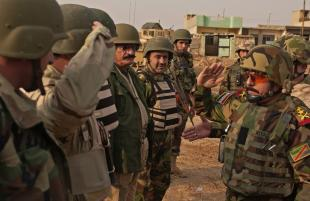
الفريق رياض جلال توفيق يزور القوات العراقية في موقع الانتصار القتالي في الموصل، فبراير 2008

ومع ذلك، بعد يوم من وصول التعزيزات، نصب مسلحون كمينًا لدورية عسكرية أمريكية في المدينة، مما أسفر عن مقتل خمسة جنود. في البداية، هوجمت الدورية بعبوة ناسفة، ثم أطلق مسلحون النار على جنود الدورية في مسجد قريب بعد انفجار العبوة الناسفة على جانب الطريق، مما أدى إلى اشتباك مسلح عنيف، حيث قامت القوات الأمريكية والعراقية بتأمين المنطقة. دخل الجنود العراقيون المسجد، لكن المسلحين كانوا قد فروا بالفعل. 
وخلال القتال في الشمال، كانت هناك أيضًا بعض المعارك المتقطعة في مناطق أخرى، مثل تلعفر إلى الغرب من الموصل، وكركوك إلى الشمال الشرقي، والحويجة التي تقع إلى الجنوب من كركوك مباشرة.
وفي 18 فبراير/شباط، ألقت قوات التحالف القبض على عبد الرحمن إبراهيم جاسم ثائر، الأمير العسكري لتنظيم القاعدة في الموصل.  تم نقل عبد الرحمن إلى الموصل من بيجي بعد القبض على الأمير السابق في 21 يناير. سمح القبض عليه لقوات التحالف بتطوير معلومات استخباراتية حول شبكة القاعدة في العراق في جنوب شرق الموصل، وفي الأول من مارس/آذار، أفادت التقارير أن قوات التحالف قتلت الأمير العسكري لجنوب شرق الموصل في السابع والعشرين من فبراير/شباط، أبو ياسر السعودي. السعودي مواطن سعودي سبق له القتال في أفغانستان، وشارك في العديد من الهجمات الإرهابية المميتة في أنحاء الموصل، بما في ذلك كمين الثامن والعشرين من يناير/كانون الثاني، منذ وصوله إلى العراق في أغسطس/آب 2007 مع ثلاثة سعوديين آخرين. كما أفادت التقارير بمقتل أو أسر 142 مسلحًا في الموصل منذ بدء العملية.

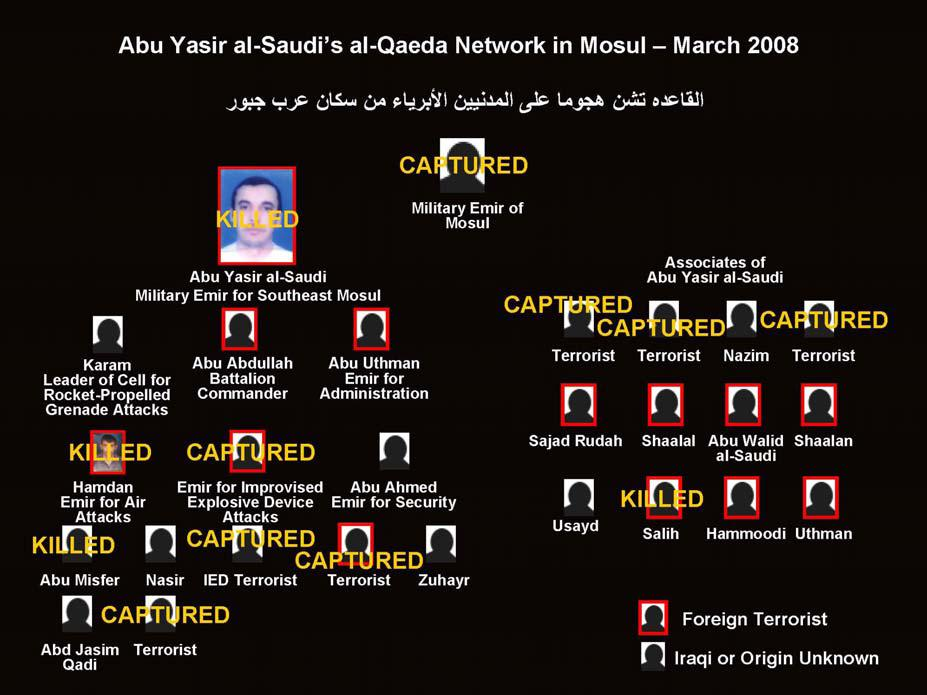
رسم بياني أصدرته قوات التحالف بعد مقتل أبو ياسر السعودي، الأمير العسكري (القائد العملياتي) لتنظيم القاعدة في العراق في جنوب شرق الموصل، في غارة جوية في 27 فبراير. والشخصية الموجودة على رأس الشبكة هي عبد الرحمن، الأمير العسكري للموصل الذي تم القبض عليه في 18 فبراير.

في 15 مارس/آذار، هاجمت قوة يتراوح عددها بين 10 و12 مسلحًا موقعًا قتاليًا للجيش العراقي بالقنابل اليدوية وقاذفات آر بي جي والأسلحة الخفيفة. صُدِّ المسلحون، وقُتل ثلاثة منهم في الهجوم. 
في 23 مارس/آذار، هاجم انتحاريٌّ متمردٌّ، بشاحنةٍ مزودةٍ بزجاجٍ أماميٍّ مضادٍّ للرصاص، مركزَ إنمان القتالي، وهو قاعدةٌ عسكريةٌ للجيش العراقي غربي الموصل. اخترق الانتحاري مركبةً مدرعةً ليصل إلى ساحة المقرّ العسكري. في الانفجار الذي تلا ذلك، قُتل 13 جنديًا عراقيًا وجُرح 42 شخصًا، بينهم 30 جنديًا.  
في 14 أبريل/نيسان، هاجم انتحاريٌّ مجموعةً من جنود البيشمركة قرب سنجار. وفي أعقاب الهجوم، فتح المتمردون النار عليهم بالأسلحة الخفيفة وقذائف آر بي جي، مما أسفر عن مقتل 14 جنديًا وإصابة 15 آخرين.
في 26 أبريل/نيسان، هاجم مسلحون نقطة تفتيش للجيش العراقي في الموصل. فجّر انتحاري سيارة مفخخة، مما أسفر عن مقتل مدنيين عراقيين اثنين وإصابة أربعة آخرين. ثم ردّ المسلحون بإطلاق النار بالأسلحة الخفيفة وقذائف آر بي جي. ردّ الجيش العراقي وقوات التحالف بإطلاق النار، مما أسفر عن مقتل إرهابي واحد. 

### عملية زئير الأسد
في العاشر من مايو/أيار، بدأ الجيش العراقي، بدعم من عشرة آلاف من رجال القبائل السنية الموالين للحكومة، عملية "زئير الأسد في صلاة الحق " في الموصل. وفُرض حظر تجول على المدينة الساعة التاسعة مساءً، وأُصدرت أوامر اعتقال بحق قادة تنظيم القاعدة في العراق. وأعلن اللواء رياض جلال توفيق عن العملية في بيان له من مقر قيادة عمليات نينوى. وخلال اليوم الأول من العملية، تمت مداهمة 92 هدفًا في أنحاء الموصل  
في 13 مايو/أيار، أي بعد أربعة أيام من بدء الهجوم العسكري، قُتل خمسة جنود عراقيين في الموصل إثر انفجار قنبلة على جانب طريق في وحدتهم. وأعلن الجيش العراقي أسر اثنين من كبار قادة تنظيم القاعدة في العراق شرق الموصل. إلا أن جبهة التوافق العراقية السنية قالت إن أعدادًا كبيرة من المسلحين فرّوا إلى جبال حمرين عقب بدء الهجوم. 
في 14 مايو/أيار، وصل رئيس الوزراء العراقي، نوري المالكي، إلى الموصل للإشراف على العملية، في خطوة مماثلة اتُخذت في مارس/آذار عندما سافر جوًا إلى البصرة للإشراف على الحملة هناك. وصرح المالكي بأن الهدف من الهجوم هو تطهير المدينة من "العصابات الإرهابية الإجرامية"، وأنه "يهدف إلى توفير الظروف المناسبة لعمل الدوائر الحكومية، وتمكينها من إعادة إعمار المدينة وتقديم الخدمات لسكانها". وأعلن المتحدث العسكري الأمريكي، اللواء كيفن بيرغنر، أن القوات العراقية والأمريكية اعتقلت 500 شخص واستولت على 5 مخابئ للأسلحة. وصرح متحدث باسم وزارة الدفاع العراقية بأن سلاح الجو العراقي يوفر مراقبة على مدار الساعة لنينوى للقادة العراقيين، وهو دور كانت قوات التحالف تؤديه سابقًا.
في 15 و16 مايو/أيار، أعلنت القوات العراقية اعتقال 833 شخصًا في عملية "زئير الأسد" منذ انطلاقها. قُتل مدنيان برصاصات طائشة خلال المعارك في الموصل، بينما ألقت قوات العمليات الخاصة العراقية القبض على عنصر مطلوب من تنظيم الدولة الإسلامية في العراق (ISI) غرب الموصل، كان مسؤولًا عن زرع العبوات الناسفة وتقديم معلومات له عن الجيش العراقي. وأعلنت قوات الأمن العراقية عن عفو لمدة عشرة أيام للعراقيين لتسليم الأسلحة المتوسطة والثقيلة مقابل مبالغ مالية.   
في 19 مايو/أيار، أعلنت القوات العراقية اعتقالها عبد الخالق السبعاوي، أمير محافظة نينوى، في غارة بمدينة تكريت . وفي اليوم نفسه، نصب مسلحون كمينًا لحافلة تقلّ مجنّدين للشرطة في بلدة بعاج، على بُعد 130 كيلومترًا من الموصل، مما أسفر عن مقتل 11 منهم. وفي 23 مايو/أيار، أعلنت الشرطة العراقية اعتقال أبو أحمد، وهو ممول لتنظيم القاعدة في العراق في المحافظات الشمالية الثلاث: صلاح الدين وكركوك ونينوى. كما قاد عدة هجمات ضد قوات التحالف في صلاح الدين. 
في 24 مايو/أيار، أُعلن انتهاء العملية العسكرية العراقية في الموصل، وتأمين المدينة والمناطق المحيطة بها. وأعلن الجيش العراقي تطهير معقل القاعدة المتبقي في البلاد. وخلال العملية، قُتل 14 جنديًا عراقيًا، خمسة منهم أُسروا وأُعدموا، وتسعة بانفجار قنبلتين على جانب الطريق.

### الهجوم المضاد للقاعدة
وبعد النجاح الكبير الذي حققته عملية زئير الأسد، حاولت فلول القوات المتمردة تنفيذ سلسلة من التفجيرات لمقاومة العمليات العسكرية.
في 29 مايو، ضرب تفجير انتحاري مزدوج شمال البلاد. أسفر تفجير انتحاري في سنجار ، بالقرب من الحدود السورية ، عن مقتل 17 شخصًا وإصابة 42 آخرين. وكان من بين القتلى 16 من رجال الشرطة أو مجندين في الشرطة. كما قُتل مدني واحد. وتم فصل قائد الشرطة بسبب الحادث. وفي الوقت نفسه، في الموصل، قتل انتحاري يقود سيارة شرطة ثلاثة من قوات الكوماندوز التابعة للشرطة وأصاب تسعة آخرين، بينهم شرطيان. وفي هجوم منفصل، أصيب ما لا يقل عن 20 مدنيًا عندما انفجرت سيارة مفخخة بالقرب من محطة حافلات في الموصل.
في الثاني من يونيو/حزيران، استهدف انتحاري يقود سيارة محملة بالمتفجرات مركز شرطة نينوى في شرق الموصل، مما أسفر عن مقتل 13 شخصاً، بينهم خمسة من رجال الشرطة، وإصابة 50 آخرين.
في الرابع من يونيو/حزيران، نصب مسلحون كمينًا لدورية عسكرية أميركية في بلدة الحويجة ، في محافظة كركوك المجاورة، مما أسفر عن مقتل ثلاثة جنود. 
في الثامن من يونيو/حزيران، هاجم انتحاري بسيارة مفخخة موقعًا عسكريًا أمريكيًا في الحويجة، مما أسفر عن مقتل جندي أمريكي واحد وإصابة 18 جنديًا آخرين واثنين من المتعاقدين العراقيين. 
في 26 يونيو/حزيران، استهدف هجوم بسيارة مفخخة مكاتب محافظ نينوى، دريد كشمولة، في الموصل. أسفر الهجوم عن مقتل 18 شخصًا وإصابة 80 آخرين. وبحلول ذلك الوقت، أفادت التقارير بانهيار جميع المكاسب الأمنية التي حققتها قوات الأمن خلال عملية "زئير الأسد". تمكن المتمردون من العودة إلى المدينة، وشوهدوا مسلحين يجوبون الشوارع بأعداد كبيرة. 

### مقتل زعيم تنظيم القاعدة في الموصل
في 27 يونيو/حزيران، أعلن الجيش الأمريكي مقتل أبو خلف، زعيم تنظيم القاعدة في الموصل. قُتل برصاص القوات الأمريكية خلال غارة على مبنى في الموصل.  تلقت القاعدة أكبر ضربة لها عندما قتل جنود أمريكيون خلف، "أمير الموصل". كان مساعدًا مقربًا لأبي مصعب الزرقاوي، أشهر زعماء القاعدة في العراق، والذي قُتل في غارة جوية قبل عامين. قُتل مع الأمير مساعد كان يرتدي سترة ناسفة، وكذلك امرأة حاولت سحب المفجر من سترته.

### التغطية الإخبارية الأميركية للانتصار على القاعدة
في السابع من يوليو/تموز، نشرت صحيفة "إنفستورز بيزنس ديلي" افتتاحيةً تنعى فشل وسائل الإعلام الأمريكية في تغطية هزيمة تنظيم القاعدة في العراق ، بينما ذكرت صحيفة "صنداي تايمز" اللندنية أن "هذا تتويجٌ لواحدٍ من أروع انتصارات الحرب على الإرهاب". لقد تقلصت قوةٌ إرهابيةٌ، كان قوامها في السابق أكثر من 12 ألف مقاتل، وكانت معاقل تنظيم القاعدة في العراق في المناطق الغربية والوسطى من العراق، على مدى عامين إلى 1200 مقاتل فقط، محاصرين في مدينة الموصل الشمالية.
وذكرت الافتتاحية أن تدمير تنظيم القاعدة في العراق كان أحد أكثر الأحداث غير المتوقعة وغير المتوقعة في تاريخ الحرب الأمريكية الطويل. 

## روابط خارجية
- سور الموصل – مجلة الحرب الطويلة
- في الموصل، اختبار جديد للجيش العراقي – نيويورك تايمز
- الموصل تستعد للهجوم على آخر معاقل تنظيم القاعدة في العراق – مقال بقلم باتريك كوكبيرن في صحيفة إندبندنت حول الهجوم الذي وقع في مايو/أيار 2008.
- خريطة الموصل
- دروس جديدة للجيش في مهمته بالعراق – نيويورك تايمز